# Domingo Alonso de Frutos
Domingo Alonso de Frutos (ur. 12 maja 1900 w Navares de Ayuso, zm. 16 sierpnia 1936 Fuente el Fresno) – hiszpański franciszkanin, prezbiter, teolog, męczennik chrześcijański i błogosławiony Kościoła rzymskokatolickiego.

## Biografia
Urodzony w Navares de Ayuso (Segowia) 12 maja 1900 roku, ochrzczony 13 maja 1900 roku w miejscowej parafii. Rodzice Pedro i Fernanda mieli dziesięcioro dzieci. W młodym wieku Domingo był ministrantem. Mając dwanaście lat wstąpił do kolegium franciszkańskiego w Belmonte. Do nowicjatu franciszkańskiego wstąpił w klasztorze w Pastranie (Guadalajara) 23 lipca 1916 roku. Pierwszą profesję zakonną złożył 23 lipca 1917 roku. Następnie odbył studia filozoficzno-teologiczne w klasztorach w La Puebla de Montalbán oraz Pastranie. Śluby wieczyste złożył w Toledo 22 maja 1921 roku. W sierpniu 1922 roku wyruszył do Manili. Tam ukończył studia licencjackie i doktoranckie na Uniwersytecie Świętego Tomasza. Święcenia kapłańskie przyjął w Calbayog na wyspie Samar 18 maja 1924 roku. Potem powrócił do Hiszpanii i wykładał teologię dogmatyczną w Consuegra do 1931 roku. W latach 1931–1933 przebywał w Quincy w Illinois, gdzie zdobył Master of Arts. Po powrocie do Europy współpracował z wydawanym w Madrycie periodykiem naukowym „Archivo Ibero-Americano”, publikował też na łamach czasopisma „Cruzada Seráfica”. W swojej prowincji zakonnej pełnił obowiązki: egzaminatora, prefekta studiów i definitora. Był wychowawcą i cenionym kaznodzieją. Po wybuchu hiszpańskiej wojny domowej policjanci wiozący grupę franciszkanów na rozstrzelanie kazali mu wysiąść z ciężarówki, gdyż nie znajdował się na liście skazanych, odpowiedział: „Domingo nie wysiada, Domingo pojedzie tam, gdzie jadą jego bracia” (hiszp. Domingo no se baja, que Domingo irá donde vayan sus hermanos). Rozstrzelano go w Boca de Balondillo (Fuente el Fresno, Ciudad Real) 16 sierpnia 1936 roku.

## Beatyfikacja
O. Hernández-Ranera de Diego OFM został ogłoszony błogosławionym wraz z innymi 497 męczennikami hiszpańskimi przez papieża Benedykta XVI na Placu Świętego Piotra 28 października 2007 roku. Mszy przewodniczył prefekt Kongregacji Spraw Kanonizacyjnych kardynał José Saraiva Martins.
Wspomnienie liturgiczne obchodzone jest jako obowiązkowe przez zakony franciszkańskie na terenie Hiszpanii, przypada 6 listopada.